# Widder (HSK 3)
La Widder era un incrociatore ausiliario della Kriegsmarine che trovò impiego come nave corsara durante la seconda guerra mondiale. Conosciuta anche come HSK 3 (Hilfskreuzer 3 - incrociatore ausiliario 3), Schiff 21 e col codice D, fu originariamente costruita nel 1930 come nave da carico Neumark.
Tra il 1939 e il 1940 venne convertita in corsara e, nel maggio del 1940, agli ordini del capitano di corvetta Hellmuth von Ruckteschell, un cinquantenne proveniente dalla riserva e che aveva già servito nella Kaiserliche Marine del Kaiser Guglielmo II di Germania durante la prima guerra mondiale, intraprese la sua guerra di corsa nell'Atlantico centrale, affondando ben 10 navi per un totale di 58.644 tonnellate.
Nell'ottobre del 1940 venne costretta a interrompere la sua lunga navigazione per seri guasti alle macchine e riparò nel porto di Brest, dove venne privata del suo armamento bellico.
Dopo la guerra entrò nella Marina mercantile britannica con il nome Ulysses, fu infine rivenduta alla Germania Ovest dove venne ribattezzata Eichenheim.